# Хорватия на зимних Олимпийских играх 2010

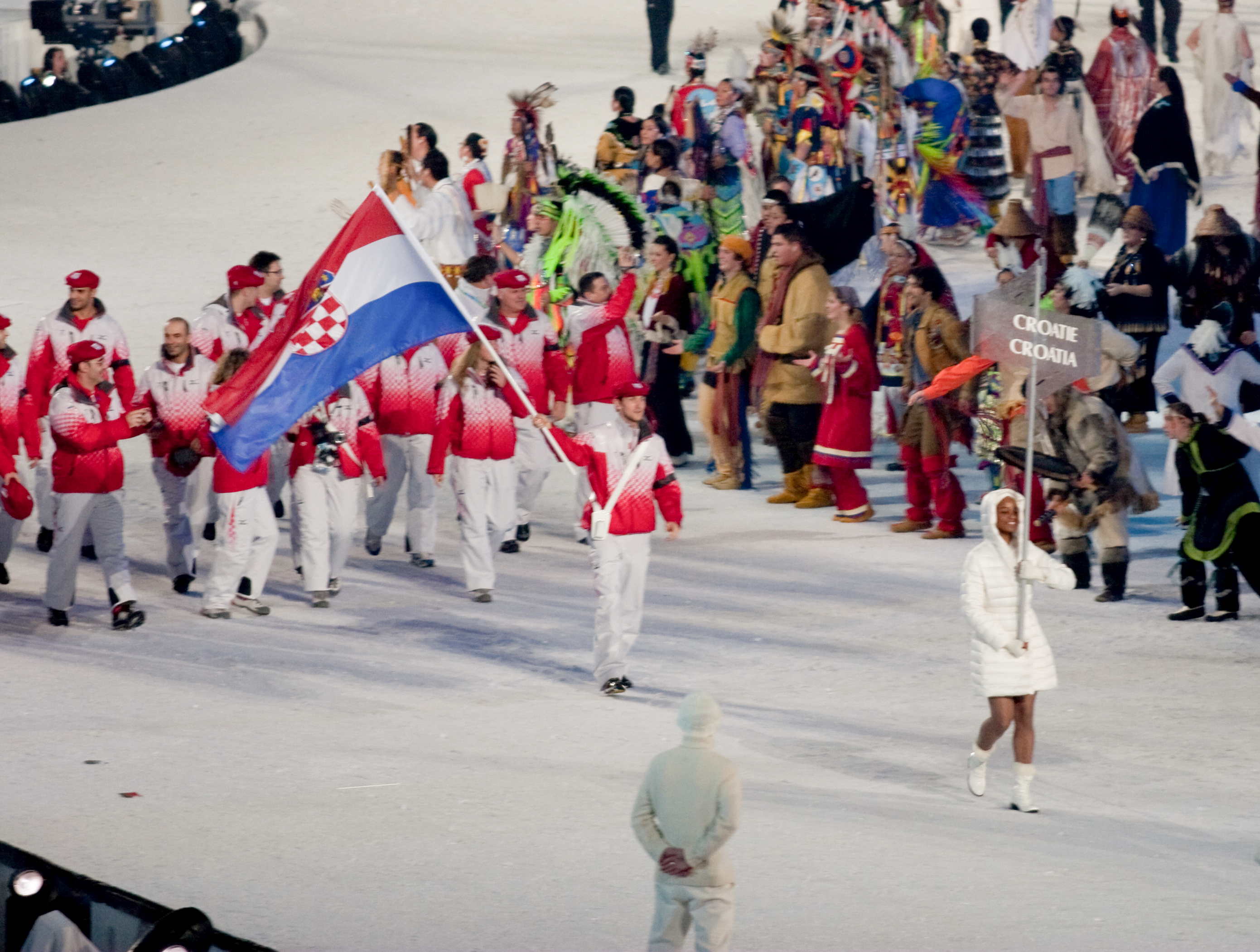

Хорватия на зимних Олимпийских играх 2010 была представлена 19 спортсменами в трёх видах спорта.

## Медалисты

### Серебро
| Серебро |                |                                     |
| №       | Спортсмены     | Вид спорта (дисциплина)             |
| 1       | Ивица Костелич | Горнолыжный спорт (суперкомбинация) |
| 2       | Ивица Костелич | Горнолыжный спорт (слалом)          |

### Бронза
| Бронза |            |                         |
| №      | Спортсмены | Вид спорта (дисциплина) |
| 1      | Яков Фак   | Биатлон (спринт)        |

## Результаты соревнований

### Биатлон
Мужчины
| Соревнование         | Спортсмены | Стрельба | Результат | Место |
| -------------------- | ---------- | -------- | --------- | ----- |
| Спринт               | Яков Фак   | 0+0      | 24:21,8   | 3     |
| Гонка преследования  | Яков Фак   | 2+1+0+1  | 35:45,6   | 25    |
| Индивидуальная гонка | Яков Фак   | 1+1+0+2  | 53:56,0   | 51    |
| Масс-старт           | Яков Фак   | 1+0+1+1  | 36:10,5   | 9     |

Женщины
| Соревнование         | Спортсмены                 | Стрельба | Результат | Место |
| -------------------- | -------------------------- | -------- | --------- | ----- |
| Спринт               | Андрияна Стипаничич-Мрвель | —        | DNS       | —     |
| Индивидуальная гонка | Андрияна Стипаничич-Мрвель | 1+3+0+1  | 53:06,1   | 83    |

### Бобслей
Мужчины
| Соревнование | Спортсмены                                                           | 1 заезд   | 1 заезд | 2 заезд   | 2 заезд | 3 заезд   | 3 заезд | 4 заезд   | 4 заезд | Итоговый результат | Итоговое место |
| Соревнование | Спортсмены                                                           | Результат | Место   | Результат | Место   | Результат | Место   | Результат | Место   | Итоговый результат | Итоговое место |
| ------------ | -------------------------------------------------------------------- | --------- | ------- | --------- | ------- | --------- | ------- | --------- | ------- | ------------------ | -------------- |
| Четвёрки     | Иван Шола, Славен Краячич, Игорь Марич, Мате Мезулич (Андраш Хаклич) | 52,58     | 22      | 52,69     | 19      | 53,15     | 21      | 53,11     | 20      | 3:31,53            | 20             |

### Лыжные виды спорта

#### Горнолыжный спорт
В Играх смогут участвовать 10 горнолыжников.
Мужчины
На Игры квалифицировались Ивица Костелич, Натко Жрнчич-Дим, Далибор Шамшал, Иван Раткич, Данко Маринелли.
| Соревнование      | Спортсмены       | Скоростной спуск/ 1 спуск | Слалом/ 2 спуск | Всего   | Место |
| ----------------- | ---------------- | ------------------------- | --------------- | ------- | ----- |
| Скоростной спуск  | Ивица Костелич   |                           |                 | 1:55,49 | 18    |
| Скоростной спуск  | Натко Зрнчич-Дим |                           |                 | 1:57,02 | 33    |
| Скоростной спуск  | Иван Раткич      |                           |                 | 1:58,58 | 41    |
| Суперкомбинация   | Ивица Костелич   | 1:54,20                   | 51,04           | 2:45,25 | 2     |
| Суперкомбинация   | Натко Зрнчич-Дим | 1:54,87                   | 53,99           | 2:48,86 | 20    |
| Суперкомбинация   | Иван Раткич      | DNF                       | —               | —       | —     |
| Супергигант       | Ивица Костелич   |                           |                 | 1:31,47 | 16    |
| Супергигант       | Иван Раткич      |                           |                 | 1:32,67 | 26    |
| Супергигант       | Натко Зрнчич-Дим |                           |                 | DNF     | —     |
| Гигантский слалом | Ивица Костелич   | 1:18,05                   | 1:20,83         | 2:38,88 | 7     |
| Гигантский слалом | Натко Зрнчич-Дим | 1:21,84                   | 1:24,17         | 2:46,01 | 41    |
| Гигантский слалом | Далибор Шамшал   | DNF                       | —               | —       | —     |
| Гигантский слалом | Данко Маринелли  | DSQ                       | —               | —       | —     |
| Слалом            | Ивица Костелич   | 48,37                     | 51,11           | 1:39,48 | 2     |
| Слалом            | Натко Зрнчич-Дим | 50,01                     | 51,98           | 1:41,99 | 19    |
| Слалом            | Данко Маринелли  | 52,28                     | 55,05           | 1:47,33 | 32    |
| Слалом            | Далибор Шамшал   | DNF                       | —               | —       | —     |

Женщины
| Соревнование      | Спортсмены      | 1 спуск | 2 спуск | Всего   | Место |
| ----------------- | --------------- | ------- | ------- | ------- | ----- |
| Гигантский слалом | Тея Палич       | 1:19,95 | 1:16,17 | 2:36,12 | 36    |
| Гигантский слалом | Ана Йелушич     | 1:20,62 | DNS     | —       | —     |
| Гигантский слалом | Ника Фляйсс     | 1:19,75 | DNS     | —       | —     |
| Гигантский слалом | Матеа Ферк      | DNF     | —       | —       | —     |
| Слалом            | Ана Йелушич     | 52,37   | 53,06   | 1:45,43 | 12    |
| Слалом            | Ника Фляйсс     | 53,68   | 53,91   | 1:47,59 | 25    |
| Слалом            | Матеа Ферк      | 54,95   | 55,98   | 1:50,93 | 34    |
| Слалом            | София Новоселич | 58,17   | 56,74   | 1:54,91 | 39    |

#### Лыжные гонки
Мужчины
Дистанция
| Соревнование           | Спортсмен    | Результат | Место |
| ---------------------- | ------------ | --------- | ----- |
| 15 км свободным стилем | Андрей Бурич | 38:51,0   | 75    |

Женщины
Спринт
| Соревнование | Спортсмены   | Квалификация | Квалификация | Четвертьфинал | Четвертьфинал | Полуфинал | Полуфинал | Финал     | Финал     |
| Соревнование | Спортсмены   | Результат    | Место        | Результат     | Место         | Результат | Место     | Результат | Место     |
| ------------ | ------------ | ------------ | ------------ | ------------- | ------------- | --------- | --------- | --------- | --------- |
| Спринт       | Нина Брознич | 4:15,31      | 52           | не прошла     | не прошла     | не прошла | не прошла | не прошла | не прошла |